# Logan Lerman
Logan Wade Lerman (Beverly Hills, Kalifornia, 1992. január 19. –) amerikai színész.
Legismertebb alakításait a Percy Jackson-filmekben nyújtotta.

## Fiatalkora és családja
Zsidó származású, szülei mindketten olyan európai zsidó családokból származnak, melyek a náci rezsim elől menekültek az Államokba. Két testvére van, Lindsey és Lucas Lerman.

## Pályafutása
2000-ben kezdte pályafutását, de már kétéves korától színész akart lenni. A hazafi című filmben a Mel Gibson által alakított főszereplő fiát játszotta. A Mi kell a nőnek? című filmben Gibson karakterének gyerekkori énjét alakította.
2001-ben a Fiúk az életemből című életrajzi drámában a fiatal Adam Garcia szerepét kapta meg. 2004-ben a Pillangó-hatás-ban a főszereplő Ashton Kutcher fiatalabb énjét játszotta. 2003-ban a Festett ház című tévéfilmben szerepelt, 2004-ben ő lett a Jack és Bobby című sorozatban az egyik címszereplő, Bobby McCallister. A sorozatból csupán egy évad készült el. Elnyerte a Young Artist Award díjat, majd a Bagolyvédők című filmben való szereplésért még egy díjat kapott.
A 2007-ben bemutatott A 23-as szám és a Börtönvonat Yumába című filmekben is feltűnt. Még a Jack and Bobby forgatása alatt szoros barátságot kötött Dean Collins-szal. Szabadidejükben rövidfilmeket készítenek, melyeket ők írnak, rendeznek és szerepelnek is bennük. Ezeket a YouTube-on teszik „monkeynuts1069” néven.
2010-ben megkapta a főszerepet a Villámtolvaj – Percy Jackson és az olimposziak című fantasyfilmben. További főszerepeket osztottak rá A három testőr (2011), az Egy különc srác feljegyzései (2012), a Bízz a szerelemben (2013) és a Percy Jackson: Szörnyek tengere (2013) című filmekben. 2014-ben két nagyszabású mozifilmben is szerepet kapott: a Noé című filmben Russell Crowe és Emma Watson oldalán játszik, a Harag-ban pedig Brad Pitt partnere volt.
2016-ban a Düh című filmben játszott főszerepet, amely Phillip Roth regényén alapul.

## Filmográfia

### Film
| Év   | Magyar cím                                     | Eredeti cím                                        | Szerep                 | Magyar hang       | Rendező             |
| ---- | ---------------------------------------------- | -------------------------------------------------- | ---------------------- | ----------------- | ------------------- |
| 2000 | A hazafi                                       | The Patriot                                        | William Martin         |                   | Roland Emmerich     |
| 2000 | Mi kell a nőnek?                               | What Women Want                                    | Nick Marshall fiatalon | Czető Roland      | Nancy Meyers        |
| 2001 | Fiúk az életemből                              | Riding in Cars with Boys                           | Jason 8 évesen         | Czető Ádám        | Penny Marshall      |
| 2004 | Pillangó-hatás                                 | The Butterfly Effect                               | Evan Treborn 7 évesen  | Szűcs Balázs      | J. Mackye Gruber    |
| 2006 | Bagolyvédők                                    | Hoot                                               | Roy Eberhardt          | Morvay Gábor      | Wil Shriner         |
| 2007 | Ne hagyd magad, Bill!                          | Meet Bill                                          | A kölyök               | Penke Bence       | Bernie Goldmann     |
| 2007 | A 23-as szám                                   | The Number 23                                      | Robin Sparrow          | Berkes Bence      | Joel Schumacher     |
| 2007 | Börtönvonat Yumába                             | 3:10 to Yuma                                       | William Evans          | Penke Bence       | James Mangold       |
| 2009 | Gamer – Játék a végsőkig                       | Gamer                                              | Simon Silverton        | Berkes Bence      | Mark Neveldine      |
| 2009 | Egyetlenem                                     | My One and Only                                    | George Devereaux       | Czető Roland      | Richard Loncraine   |
| 2010 | Villámtolvaj – Percy Jackson és az olimposziak | Percy Jackson & the Olympians: The Lightning Thief | Percy Jackson          | Előd Botond       | Chris Columbus      |
| 2011 | A három testőr                                 | The Three Musketeers                               | D'Artagnan             | Czető Roland      | Paul W. S. Anderson |
| 2012 | Egy különc srác feljegyzései                   | The Perks of Being a Wallflower                    | Charlie Kelmeckies     | Czető Roland      | Stephen Chbosky     |
| 2013 | Percy Jackson: Szörnyek tengere                | Percy Jackson: The Sea of Monsters                 | Percy Jackson          | Előd Botond       | Thor Freudenthal    |
| 2013 | Bízz a szerelemben                             | Stuck in Love                                      | Lou                    | Baráth István     | Josh Boone          |
| 2014 | Harag                                          | Fury                                               | Norman Ellison         | Czető Roland      | David Ayer          |
| 2014 | Noé                                            | Noah                                               | Hám, Noé fia           | Fehér Tibor       | Darren Aronofsky    |
| 2016 | Düh                                            | Indignation                                        | Marcus Messner         | Márkus Sándor     | James Schamus       |
| 2017 | Sidney Hall eltűnése                           | The Vanishing of Sidney Hall                       | Sidney Hall            | Fehér Tibor       | Shawn Christensen   |
| 2018 |                                                | Sgt. Stubby: An American Hero                      | Robert Conroy (hangja) |                   | Richard Lanni       |
| 2019 | A szabadság útja                               | End of Sentence                                    | Sean Fogle             |                   | Elfar Adalsteins    |
| 2020 | Shirley                                        | Shirley                                            | Fred Nemser            |                   | Josephine Decker    |
| 2022 | A gyilkos járat                                | Bullet Train                                       | A Fiú                  | Kádár-Szabó Bence | David Leitch        |

### Televízió
| Év        | Magyar cím              | Eredeti cím            | Szerep            | Megjegyzések                                             |
| --------- | ----------------------- | ---------------------- | ----------------- | -------------------------------------------------------- |
| 2003      |                         | The Flannerys          | Ryan Flannery     | tévéfilm                                                 |
| 2003      | Festett ház             | A Painted House        | Luke Chandler     | tévéfilm                                                 |
| 2003      | 10-8: veszélyes őrjárat | 10-8: Officers on Duty | Bobby Justo       | 1 epizód                                                 |
| 2004-2005 | Jack és Bobby           | Jack & Bobby           | Bobby McCallister | főszereplő (22 epizód)                                   |
| 2020-     | Vadászok                | Hunters                | Jonah Heidelbaum  | - főszereplő (20 epizód) - magyar hangja: - Czető Roland |